# Panna Ugrai
Panna Ugrai, född 18 oktober 2004 i Hódmezővásárhely, är en ungersk simmare. Hon har även tävlat i livräddning.

## Karriär
Vid EM 2024 i Belgrad var Ugrai en del av Ungerns lag som tog guld på både 4×100 meter frisim och 4×100 meter mixed frisim samt silver på 4×100 meter medley. Hon erhöll ytterligare ett silver efter att ha simmat försöksheatet på 4×200 meter frisim där Ungern sedermera tog medalj.